# Дала (Казахстан)
Дала (каз. Дала) — станция (населенный пункт) в Кербулакском районе Жетысуской области Казахстана. Входит в состав Жоламанского сельского округа. Код КАТО — 194639400.

## Население
В 1999 году население станции составляло 111 человек (69 мужчин и 42 женщины). По данным переписи 2009 года, в населённом пункте проживало 75 человек (37 мужчин и 38 женщин).